# Estland beim Eurovision Song Contest
Teilnehmende Rundfunkanstalt

Erste Teilnahme
1993
Anzahl der Teilnahmen
31 (Stand 2025)
Höchste Platzierung
1 (2001)
Höchste Punktzahl
356 (2025)
Niedrigste Punktzahl
2 (1994)
Punkteschnitt (seit erstem Beitrag)
71,65 (Stand 2021)
Punkteschnitt pro abstimmendem Land im 12-Punkte-System
1,84 (Stand 2021)
Dieser Artikel befasst sich mit der Geschichte Estlands als Teilnehmer am Eurovision Song Contest.

## Regelmäßigkeit der Teilnahme und Erfolge im Wettbewerb

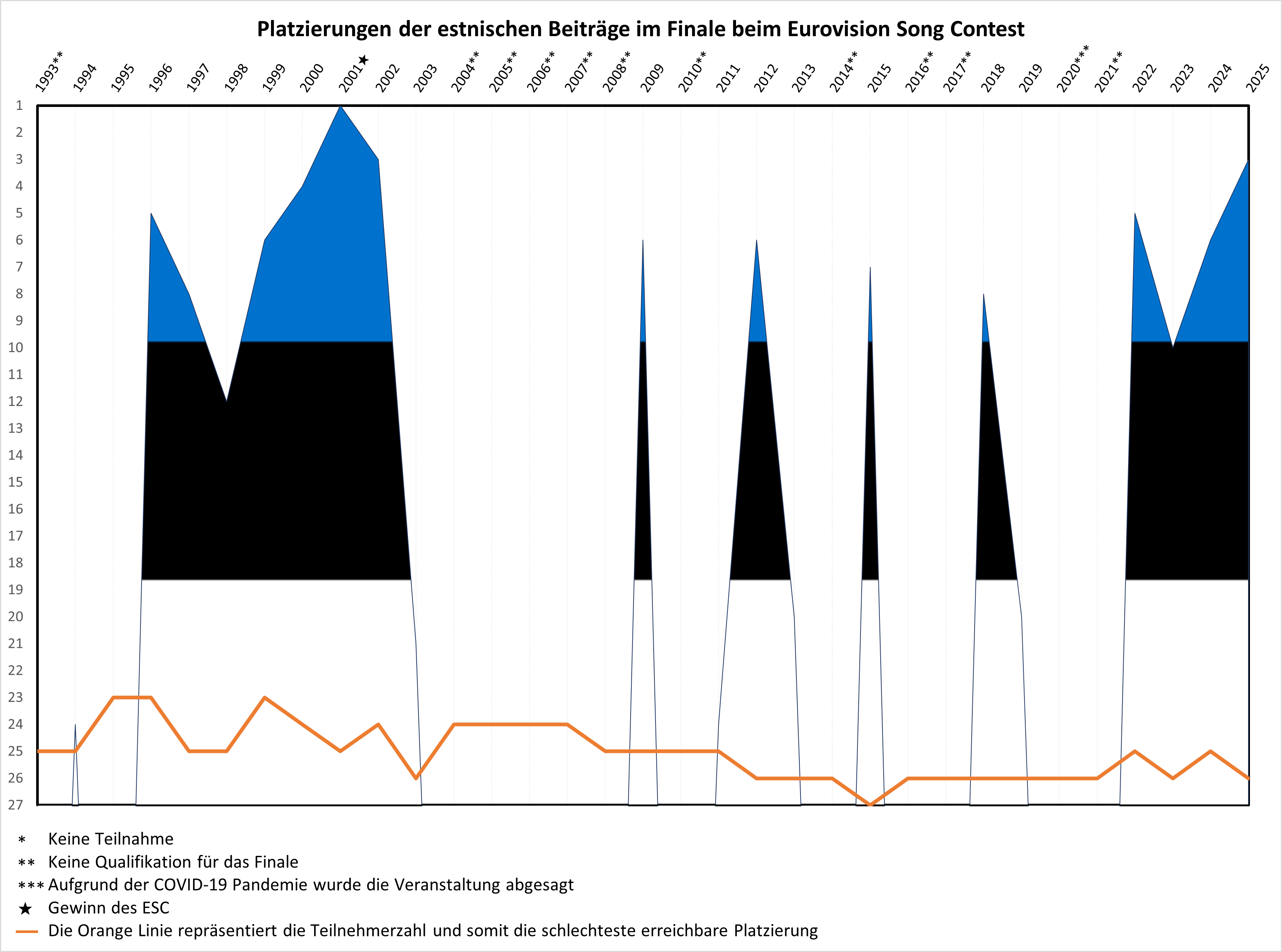
Platzierungen Estlands im Finale (Stand 2025)

Estland hatte einen wenig erfolgreichen Start beim Eurovision Song Contest. Nach der Unabhängigkeit war 1993 das Debüt vorgesehen, der Beitrag schied jedoch in der osteuropäischen Vorentscheidung aus. 1994 erfolgte deswegen das Debüt. Silvi Vrait erreichte aber nur einen vorletzten Platz und holte mit zwei Punkten Estlands bis heute noch niedrigste Punktzahl im Wettbewerb. Durch diesen Misserfolg durfte Estland 1995 nicht teilnehmen. Erst ab 1996 durfte Estland wieder teilnehmen. Die Rückkehr 1996 war dann auch erfolgreich. Das Duo Maarja-Liis Ilus & Ivo Linna holten mit Platz 5 gleich einen sehr guten Platz für Estland. Auch 1997 konnte das Land mit Platz 8 eine weitere Platzierung unter den besten Zehn erreichen. 1998 erreichte Koit Toome dann mit Platz 12 nur einen durchschnittlichen Platz. Ab 1999 begann dann Estlands erfolgreichste Zeit im Wettbewerb.
1999 konnte das Land Platz 6 erreichen und damit wieder eine Platzierung unter den besten Zehn erreichen. Auch Ines im Jahr 2000 gelang das. Mit Platz 4 holte sie allerdings ein sogar noch besseres Ergebnis. 2001 folgte dann Estlands erster Sieg im Wettbewerb. Tanel Padar, Dave Benton & 2XL holten Platz 1 und mit 198 Punkten auch Estlands bis dahin höchste Punktzahl im Wettbewerb. 2002, als Estland den Wettbewerb erstmals ausrichtete, konnte mit Platz 3 ein ebenfalls sehr gutes Ergebnis erzielt werden. 2003 folgte dann mit Platz 21 ein eher enttäuschendes Ergebnis. 2004, das Jahr, in dem die Halbfinals eingeführt wurden, konnte Estland nur Platz 11 im Halbfinale erreichen und schied somit knapp im Halbfinale aus. Von 2005 bis 2008 hatte Estland dann seinen bisherigen Tiefpunkt im Wettbewerb. In diesem Zeitraum gelang es keinen estnischen Interpreten sich für das Finale zu qualifizieren. Zudem erreichten die estnischen Beiträge im Halbfinale immer Platzierungen im unterdurchschnittlichen Bereich. Erst ab 2009 ging es dann für Estland wieder bergauf.
2009 konnte die Band Urban Symphony sich für das Finale qualifizieren und mit Platz 6 Estlands bestes Ergebnis seit sieben Jahren erreichen. Im Halbfinale erreichte die Band sogar Platz 3. 2010 konnte dieser Erfolg allerdings nicht wiederholt werden. Malcolm Lincoln & Manpower 4 schieden im Halbfinale bereits aus. 2011 schaffte Getter Jaani sich zwar für das Finale zu qualifizieren, erreichte aber im Finale nur den vorletzten Platz. Auch 2012 konnte sich Estland für das Finale qualifizieren. Dort holte Ott Lepland dann mit Platz 6 dann die beste Platzierung seit 2009. 2013 erreichte Estland dann wieder das Finale, erreichte mit Platz 20 aber nur einen durchschnittlichen Platz. Erst 2014 schied Estland erstmals seit 2010 wieder im Halbfinale aus. Umso erfolgreicher war dann 2015. Elina Born & Stig Rästa holten Platz 3 im Halbfinale und konnten sich somit für das Finale qualifizieren. Dort erreichte das Duo mit Platz 7 das beste Ergebnis seit drei Jahren. 2016 folgte dann allerdings ein erneuter Tiefpunkt. Jüri Pootsmann konnte sich nicht für das Finale qualifizieren und erreichte den letzten Platz im Halbfinale. Insgesamt wurde Estland 2016 sogar komplett Letzter, was Estlands schlechteste Platzierung im Wettbewerb darstellt.
Auch 2017 gelang es Koit Toome & Laura, die beide bereits vorher schon mal repräsentiert haben, sich ebenfalls nicht für das Finale zu qualifizieren. Erst 2018 konnte Estland wieder das Finale erreichen. Dort holte Elina Netšajeva mit Platz 8 die beste Platzierung seit drei Jahren. Mit 245 Punkten holte sie ebenfalls eine neue Höchstpunktzahl für Estland. 2019 erreichte Victor Crone dann Platz 4 im Halbfinale und qualifizierte sich somit für das Finale. Es war das erste Mal seit 2012, dass Estland zwei Mal in Folge im Finale vertreten war. Der Erfolg vom Halbfinale konnte allerdings nicht im Finale fortgesetzt werden, Crone belegte am Ende Platz 20. 2021 war dann für Estland wieder im Halbfinale Schluss. Uku Suviste belegte nur Platz 13 von 17, womit Estland erstmals seit 2017 nicht im Finale vertreten war. 2022 hingegen landete man dann wieder im Finale und belegte mit Platz 13 eine Platzierung in der linken Tabellenhälfte. 2023 qualifizierte man sich erneut für das Finale, wo man mit einem 8. Platz zum ersten Mal seit 2018 wieder eine Platzierung unter den ersten Zehn erreichen konnte. Auch 2024 erreichte man erneut das Finale, konnte aber mit Platz 20 im Finale nicht an den Erfolg im Vorjahr anknüpfen. Auch 2025 qualifizierte man sich erneut für das Finale, wo man mit einem dritten Platz das beste Ergebnis seit 2002 erzielen konnte. Zudem holte man mit 356 Punkten eine neue Höchstpunktzahl.
Demnach landeten genau die Hälfte, also 15 der 31 Beiträge, in der linken Tabellenhälfte. Insgesamt schied Estland bereits zehnmal im Halbfinale aus und zählt damit zu den Ländern, die sich am häufigsten nicht für das Finale qualifizieren konnten. Dennoch konnte Estland 2001 den Wettbewerb gewinnen. Hinzu kommen zwölf Platzierungen unter den ersten Zehn (1996, 1997, 1999, 2000, 2001, 2002, 2009, 2012, 2015, 2018 und 2023, 2025). Damit zählt Estland zu den eher durchschnittlich erfolgreichen Ländern im Wettbewerb.

## Liste der Beiträge
Farblegende:
– 1. Platz. 
– 2. Platz. 
– 3. Platz. 
– Punktgleichheit mit dem letzten Platz.
– ausgeschieden im Halbfinale/in der Qualifikation/im osteuropäischen Vorentscheid.
– keine Teilnahme/nicht qualifiziert.
– Absage des Eurovision Song Contests.
| Jahr | Interpret                      | Titel Musik (M) und Text (T) | Sprache                     | Übersetzung                                  | Finale                                           | Finale                                           | Halbfinale/ Qualifikation                        | Halbfinale/ Qualifikation                        | Nationaler Vorentscheid |
| Jahr | Interpret                      | Titel Musik (M) und Text (T) | Sprache                     | Übersetzung                                  | Platz                                            | Punkte                                           | Platz                                            | Punkte                                           | Nationaler Vorentscheid |
| ---- | ------------------------------ | --- | --------------------------- | -------------------------------------------- | ------------------------------------------------ | ------------------------------------------------ | ------------------------------------------------ | ------------------------------------------------ | ----------------------- |
| 1993 | Janika Sillamaa                | Muretut meelt ja südametuld M: Andreas Valkonen; T: Leelo Tungal                                                                             | Estnisch                    | Sorgenloses Gemüt und Flammen des Herzens    | Nicht qualifiziert                               | Nicht qualifiziert                               | 5 / 7                                            | 47                                               | Eurolaul 1993           |
| 1994 | Silvi Vrait                    | Nagu merelaine M: Ivar Must; T: Leelo Tungal                                                                                                 | Estnisch                    | Wie eine Welle                               | 24 / 25                                          | 2                                                | Direkt für das Finale qualifiziert               | Direkt für das Finale qualifiziert               | Eurolaul 1994           |
| 1995 | Nicht qualifiziert             | Nicht qualifiziert | Nicht qualifiziert          | Nicht qualifiziert                           | Nicht qualifiziert                               | Nicht qualifiziert                               | Nicht qualifiziert                               | Nicht qualifiziert                               | Nicht qualifiziert      |
| 1996 | Maarja-Liis Ilus & Ivo Linna   | Kaelakee hääl M: Priit Pajusaar; T: Kaari Sillamaa                                                                                           | Estnisch                    | Klang der Kette                              | 5 / 23                                           | 94                                               | 5 / 29                                           | 106                                              | Eurolaul 1996           |
| 1997 | Maarja                         | Keelatud maa M: Harmo Kallaste; T: Kaari Sillamaa                                                                                            | Estnisch                    | Verbotenes Land                              | 8 / 25                                           | 82                                               | Direkt für das Finale qualifiziert               | Direkt für das Finale qualifiziert               | Eurolaul 1997           |
| 1998 | Koit Toome                     | Mere lapsed M: Maria Rahula, Tomi Rahula; T:Peeter Pruuli                                                                                    | Estnisch                    | Kinder der See                               | 12 / 25                                          | 36                                               | Direkt für das Finale qualifiziert               | Direkt für das Finale qualifiziert               | Eurolaul 1998           |
| 1999 | Evelin Samuel & Camille        | Diamond of Night M: Priit Pajusaar, Glen Pilvre; T: Maian-Anna Kärmas, Kaari Sillamaa                                                        | Englisch                    | Diamant der Nacht                            | 6 / 23                                           | 90                                               | Direkt für das Finale qualifiziert               | Direkt für das Finale qualifiziert               | Eurolaul 1999           |
| 2000 | Ines                           | Once in a Lifetime M: Pearu Paulus, Ilmar Laisaar, Alar Kotkas; T: Jana Hallas                                                               | Englisch                    | Einmal im Leben                              | 4 / 24                                           | 98                                               | Direkt für das Finale qualifiziert               | Direkt für das Finale qualifiziert               | Eurolaul 2000           |
| 2001 | Tanel Padar, Dave Benton & 2XL | Everybody M: Ivar Must; T: Maian-Anna Kärmas                                                                                                 | Englisch                    | Jedermann                                    | 1 / 23                                           | 198                                              | Direkt für das Finale qualifiziert               | Direkt für das Finale qualifiziert               | Eurolaul 2001           |
| 2002 | Sahlene                        | Runaway M: Pearu Paulus, Ilmar Laisaar, Alar Kotkas; T: Jana Hallas                                                                          | Englisch                    | Weglaufen                                    | 3 / 24                                           | 111                                              | Direkt für das Finale qualifiziert               | Direkt für das Finale qualifiziert               | Eurolaul 2002           |
| 2003 | Ruffus                         | Eighties Coming Back M/T: Vaiko Eplik | Englisch                    | Die Achtziger kehren zurück                  | 21 / 26                                          | 14                                               | Direkt für das Finale qualifiziert               | Direkt für das Finale qualifiziert               | Eurolaul 2003           |
| 2004 | Neiokõsõ                       | Tii M: Priit Pajusaar, Glen Pilvre; T: Aapo Ilves                                                                                            | Võro                        | Pfad                                         | Ausgeschieden                                    | Ausgeschieden                                    | 11 / 22                                          | 57                                               | Eurolaul 2004           |
| 2005 | Suntribe                       | Let’s Get Loud M/T: Sven Lõhmus | Englisch                    | Lasst uns laut werden                        | Ausgeschieden                                    | Ausgeschieden                                    | 20 / 25                                          | 31                                               | Eurolaul 2005           |
| 2006 | Sandra Oxenryd                 | Through My Window M: Pearu Paulus, Ilmar Laisaar, Alar Kotkas; T: Jana Hallas                                                                | Englisch                    | Durch mein Fenster                           | Ausgeschieden                                    | Ausgeschieden                                    | 18 / 24                                          | 28                                               | Eurolaul 2006           |
| 2007 | Gerli Padar                    | Partners in Crime M: Berit Vaher; T: Hendrik Sal-Saller                                                                                      | Englisch                    | Partner im Verbrechen                        | Ausgeschieden                                    | Ausgeschieden                                    | 22 / 28                                          | 33                                               | Eurolaul 2007           |
| 2008 | Kreisiraadio                   | Leto Svet M/T: Priit Pajusaar, Glen Pilvre, Peeter Oja, Hannes Võrno, Tarmo Leinatamm                                                        | Serbisch, Finnisch, Deutsch | Sonnenlicht                                  | Ausgeschieden                                    | Ausgeschieden                                    | 18 / 19                                          | 8                                                | Eurolaul 2008           |
| 2009 | Urban Symphony                 | Rändajad M/T: Sven Lõhmus | Estnisch                    | Die Nomaden                                  | 6 / 25                                           | 129                                              | 3 / 19                                           | 115                                              | Eesti Laul 2009         |
| 2010 | Malcolm Lincoln & Manpower 4   | Siren M/T: Robin Juhkental | Englisch                    | Sirene                                       | Ausgeschieden                                    | Ausgeschieden                                    | 14 / 17                                          | 39                                               | Eesti Laul 2010         |
| 2011 | Getter Jaani                   | Rockefeller Street M/T: Sven Lõhmus | Englisch                    | Rockefeller-Straße                           | 24 / 25                                          | 44                                               | 9 / 19                                           | 60                                               | Eesti Laul 2011         |
| 2012 | Ott Lepland                    | Kuula M: Ott Lepland; T: Aapo Ilves | Estnisch                    | Hören                                        | 6 / 26                                           | 120                                              | 4 / 18                                           | 100                                              | Eesti Laul 2012         |
| 2013 | Birgit Õigemeel                | Et uus saaks alguse M: Mihkel Mattisen; T: Mihkel Matissen, Silvia Soro                                                                      | Estnisch                    | Das könnte ein neuer Anfang sein             | 20 / 26                                          | 19                                               | 10 / 16                                          | 52                                               | Eesti Laul 2013         |
| 2014 | Tanja                          | Amazing M/T: Timo Vendt, Tatjana Mihhailova                                                                                                  | Englisch                    | Erstaunlich                                  | Ausgeschieden                                    | Ausgeschieden                                    | 12 / 16                                          | 36                                               | Eesti Laul 2014         |
| 2015 | Elina Born & Stig Rästa        | Goodbye to Yesterday M/T: Stig Rästa | Englisch                    | Abschied von gestern                         | 7 / 27                                           | 106                                              | 3 / 16                                           | 105                                              | Eesti Laul 2015         |
| 2016 | Jüri Pootsmann                 | Play M/T: Fred Krieger, Stig Rästa, Vallo Kikas                                                                                              | Englisch                    | Spiele                                       | Ausgeschieden                                    | Ausgeschieden                                    | 18 / 18                                          | 24                                               | Eesti Laul 2016         |
| 2017 | Koit Toome & Laura             | Verona M/T: Sven Lõhmus | Englisch                    | —                                            | Ausgeschieden                                    | Ausgeschieden                                    | 14 / 18                                          | 85                                               | Eesti Laul 2017         |
| 2018 | Elina Netšajeva                | La forza M/T: Mihkel Mattisen, Timo Vendt, Ksenia Kuchukova, Elina Netšajeva                                                                 | Italienisch                 | Die Kraft                                    | 8 / 26                                           | 245                                              | 5 / 19                                           | 201                                              | Eesti Laul 2018         |
| 2019 | Victor Crone                   | Storm M/T: Stig Rästa, Vallo Kikas, Victor Crone, Fred Krieger                                                                               | Englisch                    | Sturm                                        | 20 / 26                                          | 76                                               | 4 / 17                                           | 198                                              | Eesti Laul 2019         |
| 2020 | Uku Suviste                    | What Love Is M/T: Uku Suviste, Sharon Vaughn                                                                                                 | Englisch                    | Was Liebe ist                                | Absage wegen der COVID-19-Pandemie durch die EBU | Absage wegen der COVID-19-Pandemie durch die EBU | Absage wegen der COVID-19-Pandemie durch die EBU | Absage wegen der COVID-19-Pandemie durch die EBU | Eesti Laul 2020         |
| 2021 | Uku Suviste                    | The Lucky One M/T: Uku Suviste, Sharon Vaughn                                                                                                | Englisch                    | Der Glückliche                               | Ausgeschieden                                    | Ausgeschieden                                    | 13 / 17                                          | 58                                               | Eesti Laul 2021         |
| 2022 | Stefan                         | Hope M/T: Stefan Airapetjan, Karl-Ander Reismann                                                                                             | Englisch                    | Hoffnung                                     | 13 / 25                                          | 141                                              | 5 / 18                                           | 209                                              | Eesti Laul 2022         |
| 2023 | Alika                          | Bridges M: Alika Milova, Wouter Hardy; T: Alika Milova, Wouter Hardy, Nina Sampermans                                                        | Englisch                    | Brücken                                      | 8 / 26                                           | 168                                              | 10 / 16                                          | 74                                               | Eesti Laul 2023         |
| 2024 | 5miinust x Puuluup             | (Nendest) narkootikumidest ei tea me (küll) midagi M/T: Põhja Korea, Kohver, Lancelot, Päevakoer, Marko Veisson, Ramo Teder, Kim Wennerström | Estnisch                    | Über (diese) Drogen wissen wir (doch) nichts | 20 / 25                                          | 37                                               | 6 / 16                                           | 79                                               | Eesti Laul 2024         |
| 2025 | Tommy Cash                     | Espresso Macchiato M/T: Tommy Cash, Johannes Naukkarinen                                                                                     | Englisch, Italienisch       | –                                            | 3 / 25                                           | 356                                              | 5 / 15                                           | 113                                              | Eesti Laul 2025         |

## Nationale Vorentscheidungen
Bisher wähle Estland alle seine Beiträge durch einen nationalen Vorentscheid aus. Von 1993 bis 2008 fand dafür immer der Eurolaul statt. Seit 2009 wählt Estland seine Beiträge über die Vorentscheidung Eesti Laul aus.

## Sprachen
Gemäß den Regeln des Wettbewerbs wurde von 1993 bis einschließlich 1998 auf Estnisch gesungen. Nach dem Fall dieser Regelung wurde der Großteil der estnischen Beiträge auf Englisch vorgestellt. Lediglich 2009, 2012, 2013 und 2024 wurde auf Estnisch gesungen. Der Beitrag von 2004 Tii wurde in der südestnischen Sprache Võro gesungen. Leto Svet von 2008 wurde dreisprachig auf Serbisch, Finnisch und Deutsch gesungen. 2018 wurde der estnische Beitrag erstmals auf Italienisch gesungen.

## Liste der Dirigenten
| Jahr | Dirigent           |
| ---- | ------------------ |
| 1993 | Nicht qualifiziert |
| 1994 | Urmas Lattikas     |
| 1995 | Nicht qualifiziert |
| 1996 | Tarmo Leinatamm    |
| 1997 | Tarmo Leinatamm    |
| 1998 | Heiki Vahar        |

## Kommentatoren und Punktesprecher
Diese Liste der Kommentatoren und Punktesprecher beginnt mit dem Beginn der TV-Übertragungen in Estland. Seit 1999 kommentiert Marko Reikop den ESC für das estnische Fernsehen.
| Jahr | estnischer Kommentator              | russischer Kommentator                                      | Punktesprecher                    |
| ---- | ----------------------------------- | ----------------------------------------------------------- | --------------------------------- |
| 1992 | Ivo Linna & Olavi Pihlamägi         | Keine Übertragung                                           | Nicht teilgenommen                |
| 1993 | –                                   | Keine Übertragung                                           | Nicht qualifiziert                |
| 1994 | Vello Rand                          | Keine Übertragung                                           | Urve Tiidus                       |
| 1995 | Jüri Pihel                          | Keine Übertragung                                           | Nicht qualifiziert                |
| 1996 | Jüri Pihel                          | Keine Übertragung                                           | Annika Talvik                     |
| 1997 | Jüri Pihel                          | Keine Übertragung                                           | Helene Tedre                      |
| 1998 | Reet Linna                          | Keine Übertragung                                           | Urve Tiidus                       |
| 1999 | Marko Reikop                        | Keine Übertragung                                           | Mart Sander                       |
| 2000 | Marko Reikop                        | Keine Übertragung                                           | Evelin Samuel                     |
| 2001 | Marko Reikop                        | Keine Übertragung                                           | Ilo-Mai Küttim (Elektra)          |
| 2002 | Marko Reikop                        | Keine Übertragung                                           | Ilo-Mai Küttim (Elektra)          |
| 2003 | Marko Reikop                        | Keine Übertragung                                           | Ines                              |
| 2004 | Marko Reikop                        | Keine Übertragung                                           | Maarja-Liis Ilus                  |
| 2005 | Marko Reikop                        | Keine Übertragung                                           | Maarja-Liis Ilus                  |
| 2006 | Marko Reikop                        | Keine Übertragung                                           | Evelin Samuel                     |
| 2007 | Marko Reikop                        | Keine Übertragung                                           | Laura Põldvere                    |
| 2008 | Marko Reikop                        | Keine Übertragung                                           | Sahlene                           |
| 2009 | Marko Reikop & Olav Osolin (Finale) | Keine Übertragung                                           | Laura Põldvere                    |
| 2010 | Marko Reikop & Sven Lõhmus (Finale) | Keine Übertragung                                           | Rolf Roosalu                      |
| 2011 | Marko Reikop                        | Keine Übertragung                                           | Piret Järvis                      |
| 2012 | Marko Reikop                        | Ilja Ban, Dmitri Vinogradov & Aleksandra Moorast (Raadio 4) | Getter Jaani                      |
| 2013 | Marko Reikop                        | Keine Übertragung                                           | Rolf Roosalu                      |
| 2014 | Marko Reikop                        | Keine Übertragung                                           | Lauri Pihlap                      |
| 2015 | Marko Reikop                        | Keine Übertragung                                           | Tanja                             |
| 2016 | Marko Reikop                        | Aleksandr Hobotov                                           | Daniel Levi Viinalass             |
| 2017 | Marko Reikop                        | Aleksandr Hobotov & Julia Kalenda                           | Jüri Pootsmann                    |
| 2018 | Marko Reikop                        | Aleksandr Hobotov & Julia Kalenda                           | Ott Evestus                       |
| 2019 | Marko Reikop                        | Aleksandr Hobotov & Julia Kalenda                           | Kelly Sildaru                     |
| 2021 | Marko Reikop                        | Aleksandr Hobotov & Julia Kalenda                           | Sissi Benita                      |
| 2022 | Marko Reikop                        | Aleksandr Hobotov & Julia Kalenda                           | Tanel Padar                       |
| 2023 | Marko Reikop                        | Aleksandr Hobotov & Julia Kalenda                           | Ragnar Klavan                     |
| 2024 | Marko Reikop                        | Aleksandr Hobotov & Julia Kalenda                           | Birgit Õigemeel                   |
| 2025 | Marko Reikop                        | Aleksandr Hobotov & Julia Kalenda                           | Kristjan Jakobson (Estoni Kohver) |

## Punktevergabe
Folgende Länder erhielten die meisten Punkte von oder vergaben die meisten Punkte an Estland (Stand: 2025):
| Die meisten im Finale vergebenen Punkte | Die meisten im Finale vergebenen Punkte | Die meisten im Finale vergebenen Punkte |
| Platz                                   | Land                                    | Punkte                                  |
| --------------------------------------- | --------------------------------------- | --------------------------------------- |
| 1                                       | Schweden                                | 253                                     |
| 2                                       | Russland                                | 187                                     |
| 3                                       | Finnland                                | 161                                     |
| 4                                       | Ukraine                                 | 130                                     |
| 5                                       | Norwegen                                | 109                                     |

| Die meisten im Finale erhaltenen Punkte | Die meisten im Finale erhaltenen Punkte | Die meisten im Finale erhaltenen Punkte |
| Platz                                   | Land                                    | Punkte                                  |
| --------------------------------------- | --------------------------------------- | --------------------------------------- |
| 1                                       | Lettland                                | 156                                     |
| 2                                       | Finnland                                | 142                                     |
| 3                                       | Litauen                                 | 114                                     |
| 4                                       | Schweden                                | 101                                     |
| 5                                       | Vereinigtes Königreich                  | 081                                     |

| Die meisten insgesamt vergebenen Punkte | Die meisten insgesamt vergebenen Punkte | Die meisten insgesamt vergebenen Punkte |
| Platz                                   | Land                                    | Punkte                                  |
| --------------------------------------- | --------------------------------------- | --------------------------------------- |
| 1                                       | Schweden                                | 325                                     |
| 2                                       | Finnland                                | 287                                     |
| 3                                       | Russland                                | 251                                     |
| 4                                       | Ukraine                                 | 185                                     |
| 5                                       | Norwegen                                | 178                                     |

| Die meisten insgesamt erhaltenen Punkte | Die meisten insgesamt erhaltenen Punkte | Die meisten insgesamt erhaltenen Punkte |
| Platz                                   | Land                                    | Punkte                                  |
| --------------------------------------- | --------------------------------------- | --------------------------------------- |
| 1                                       | Lettland                                | 266                                     |
| 2                                       | Finnland                                | 262                                     |
| 3                                       | Litauen                                 | 192                                     |
| 4                                       | Schweden                                | 161                                     |
| 5                                       | Irland                                  | 141                                     |

### Vergaben der Höchstwertung
Seit 1994 vergab Estland die Höchstpunktzahl im Finale an 18 verschiedene Länder, davon neunmal an Schweden. Im Halbfinale dagegen vergab Estland die Höchstpunktzahl an 16 verschiedene Länder, davon fünfmal an Finnland.
| Höchstwertung (Finale) | Höchstwertung (Finale) | Höchstwertung (Finale) |
| Jahr                   | Land                   | Platz (Finale)         |
| ---------------------- | ---------------------- | ---------------------- |
| 1994                   | Polen                  | 2                      |
| 1995                   | Nicht qualifiziert     | Nicht qualifiziert     |
| 1996                   | Irland                 | 1                      |
| 1997                   | Frankreich             | 7                      |
| 1998                   | Schweden               | 10                     |
| 1999                   | Schweden               | 1                      |
| 2000                   | Lettland               | 3                      |
| 2001                   | Dänemark               | 2                      |
| 2002                   | Lettland               | 1                      |
| 2003                   | Russland               | 3                      |
| 2004                   | Ukraine                | 1                      |
| 2005                   | Schweiz                | 8                      |
| 2006                   | Finnland               | 1                      |
| 2007                   | Russland               | 3                      |
| 2008                   | Russland               | 1                      |
| 2009                   | Norwegen               | 1                      |
| 2010                   | Deutschland            | 1                      |
| 2011                   | Schweden               | 3                      |
| 2012                   | Schweden               | 1                      |
| 2013                   | Russland               | 5                      |
| 2014                   | Niederlande            | 2                      |
| 2015                   | Russland               | 2                      |
| 2016                   | Schweden (J)           | 5                      |
| 2016                   | Russland (T)           | 3                      |
| 2017                   | Bulgarien (J)          | 2                      |
| 2017                   | Belgien (T)            | 4                      |
| 2018                   | Österreich (J)         | 3                      |
| 2018                   | Litauen (T)            | 12                     |
| 2019                   | Schweden (J)           | 5                      |
| 2019                   | Russland (T)           | 3                      |
| 2020                   | Wettbewerb abgesagt    | Wettbewerb abgesagt    |
| 2021                   | Schweiz (J)            | 3                      |
| 2021                   | Finnland (T)           | 6                      |
| 2022                   | Schweden (J)           | 4                      |
| 2022                   | Ukraine (T)            | 1                      |
| 2023                   | Schweden (J)           | 1                      |
| 2023                   | Finnland (T)           | 2                      |
| 2024                   | Schweiz (J)            | 1                      |
| 2024                   | Ukraine (T)            | 3                      |
| 2025                   | Schweiz (J)            | 10                     |
| 2025                   | Schweden (T)           | 4                      |

| Höchstwertung (Halbfinale) | Höchstwertung (Halbfinale) | Höchstwertung (Halbfinale) |
| Jahr                       | Land                       | Platz (Halbfinale)         |
| -------------------------- | -------------------------- | -------------------------- |
| 2004                       | Ukraine                    | 2                          |
| 2005                       | Schweiz                    | 8                          |
| 2006                       | Finnland                   | 1                          |
| 2007                       | Lettland                   | 5                          |
| 2008                       | Finnland                   | 8                          |
| 2009                       | Norwegen                   | 1                          |
| 2010                       | Russland                   | 7                          |
| 2011                       | Schweden                   | 1                          |
| 2012                       | Schweden                   | 1                          |
| 2013                       | Dänemark                   | 1                          |
| 2014                       | Niederlande                | 1                          |
| 2015                       | Ungarn                     | 8                          |
| 2016                       | Niederlande (J)            | 5                          |
| 2016                       | Russland (T)               | 1                          |
| 2017                       | Bulgarien (J)              | 1                          |
| 2017                       | Rumänien (T)               | 6                          |
| 2018                       | Österreich (J)             | 4                          |
| 2018                       | Finnland (T)               | 10                         |
| 2019                       | Tschechien (J)             | 2                          |
| 2019                       | Finnland (T)               | 17                         |
| 2020                       | Wettbewerb abgesagt        | Wettbewerb abgesagt        |
| 2021                       | Schweiz (J)                | 1                          |
| 2021                       | Moldau (T)                 | 7                          |
| 2022                       | Schweden (J)               | 1                          |
| 2022                       | Finnland (T)               | 7                          |
| 2023                       | Australien                 | 1                          |
| 2024                       | Lettland                   | 7                          |
| 2025                       | Schweden                   | 4                          |

## Impressionen

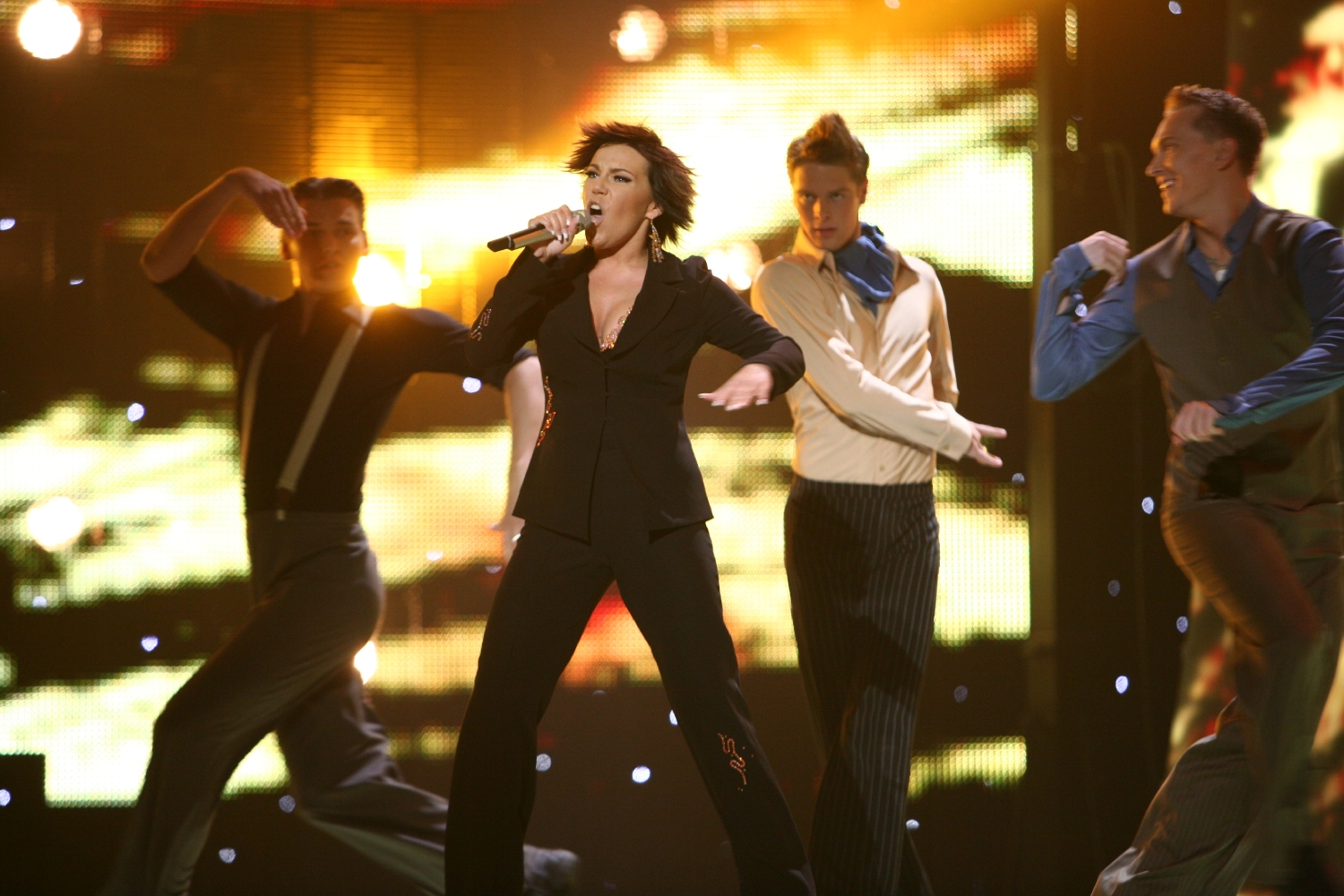
Gerli Padar 2007
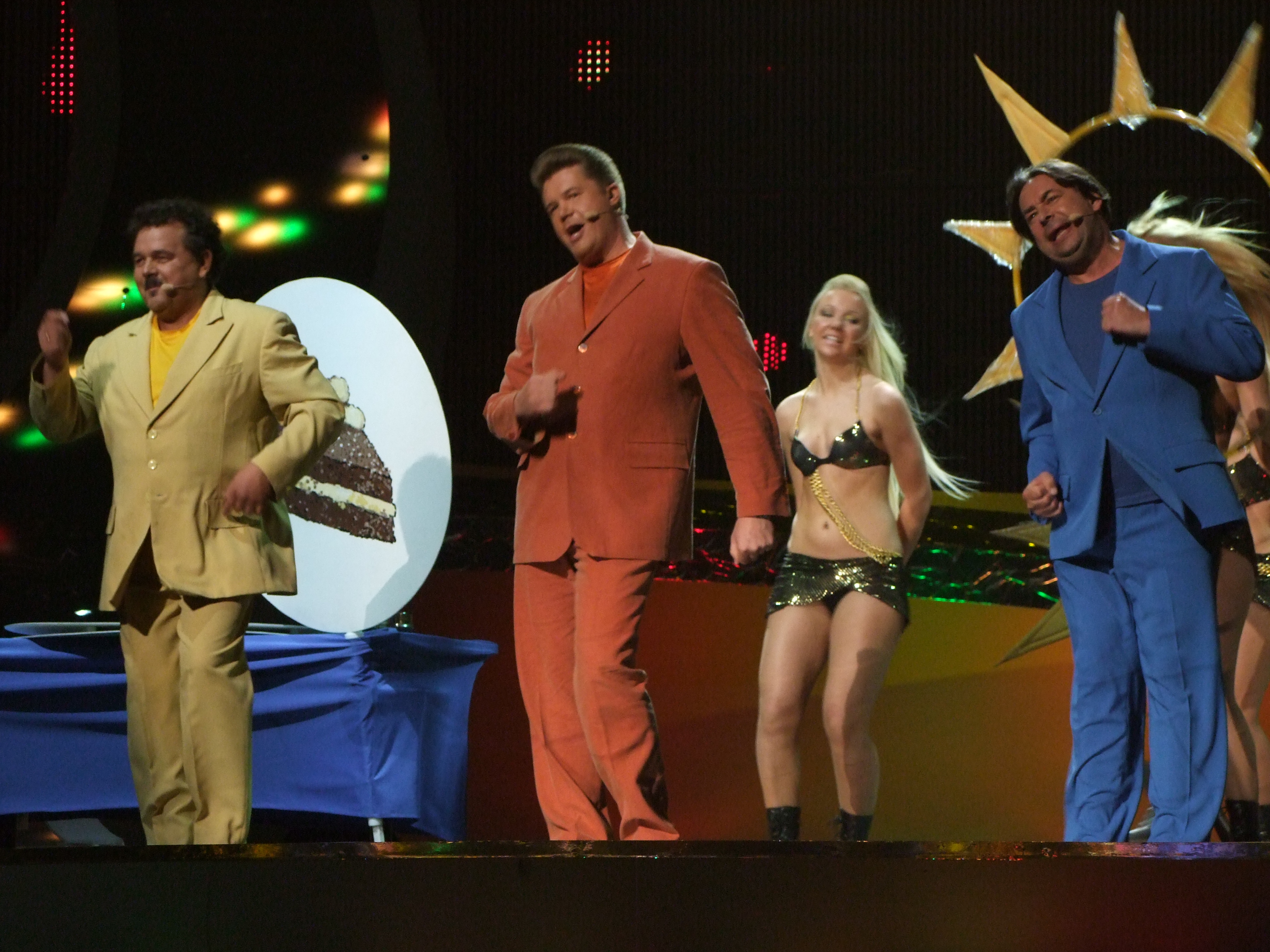
Kreisiraadio 2008
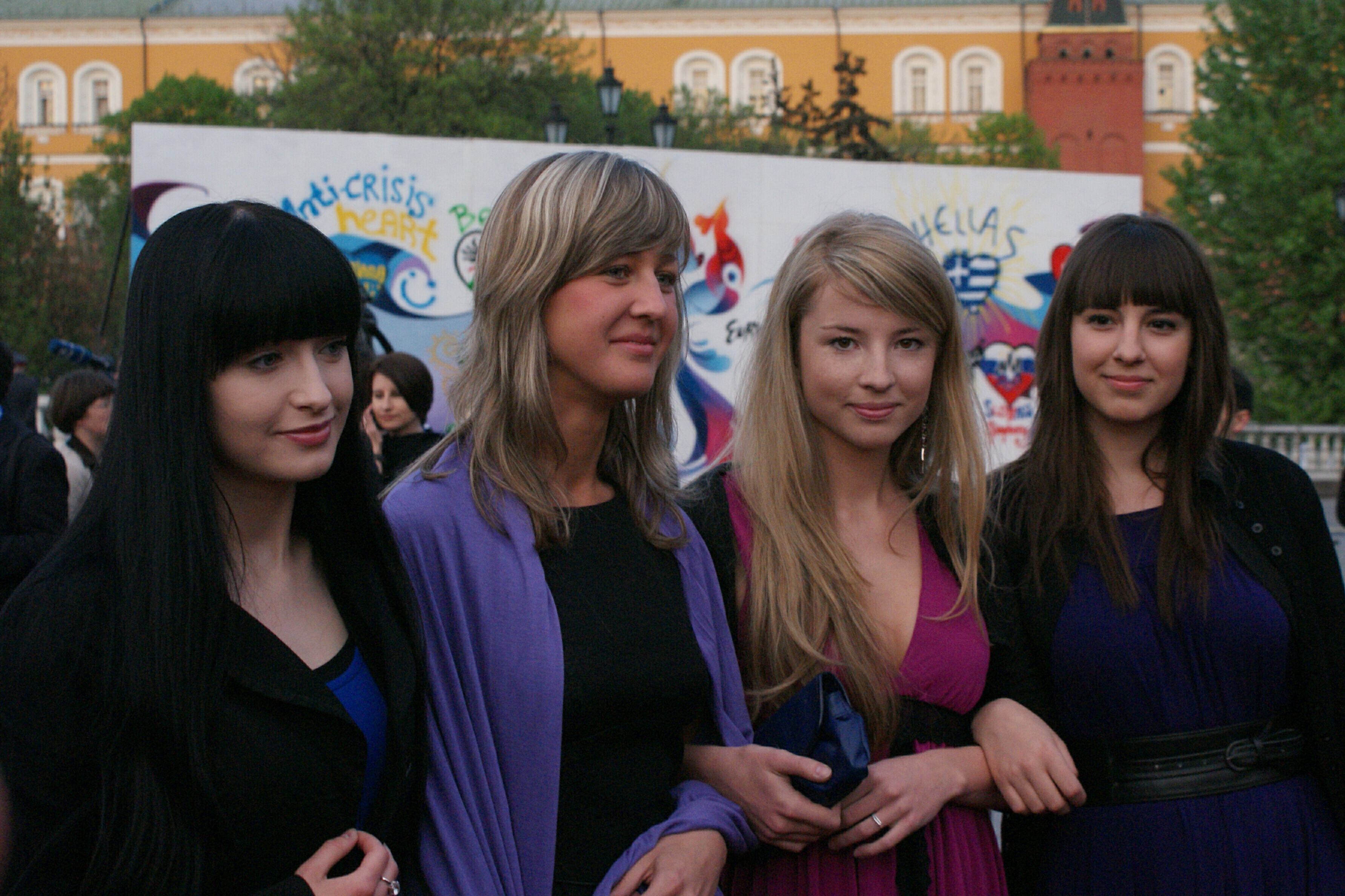
Urban Symphony 2009
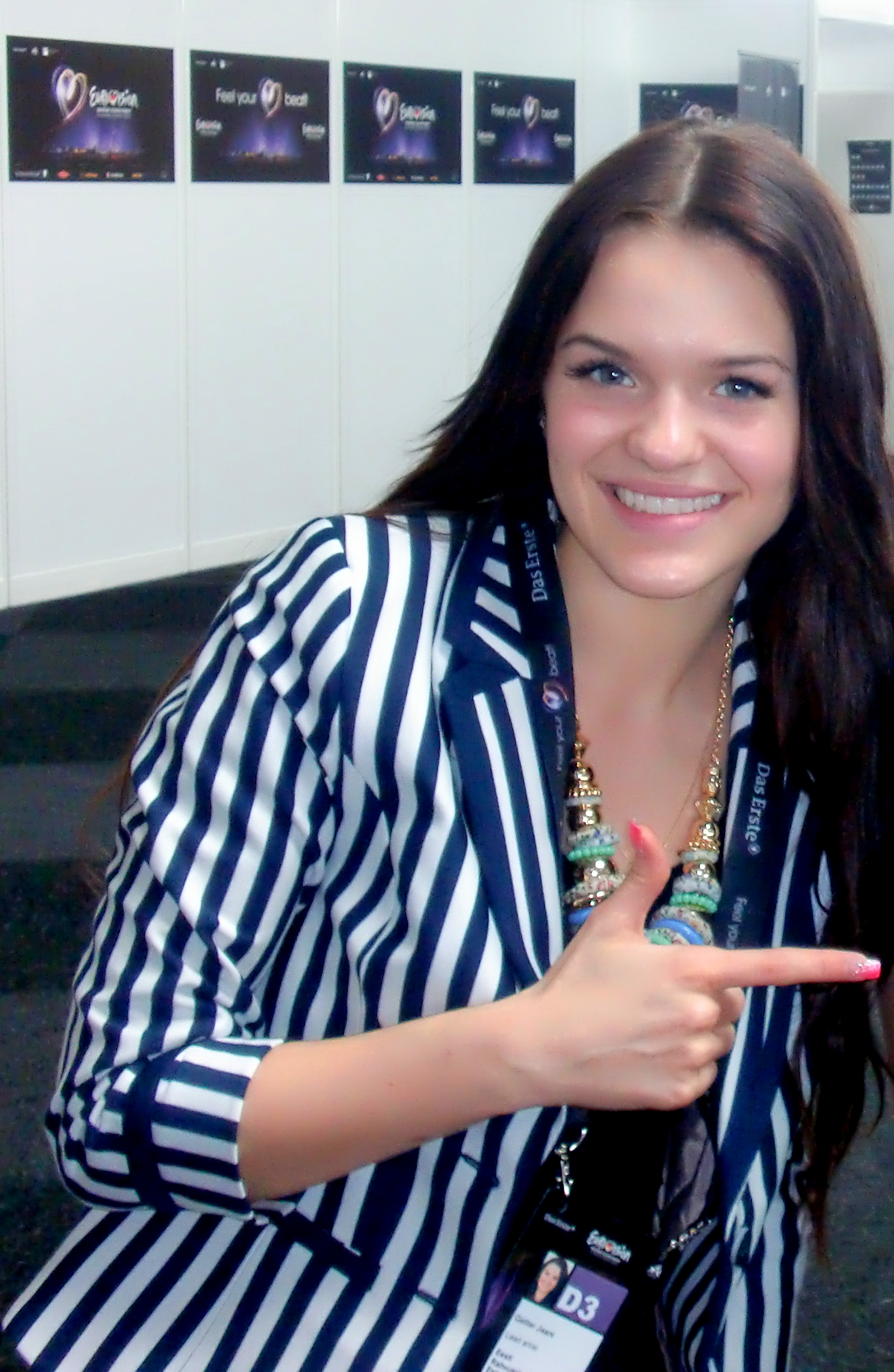
Getter Jaani 2011
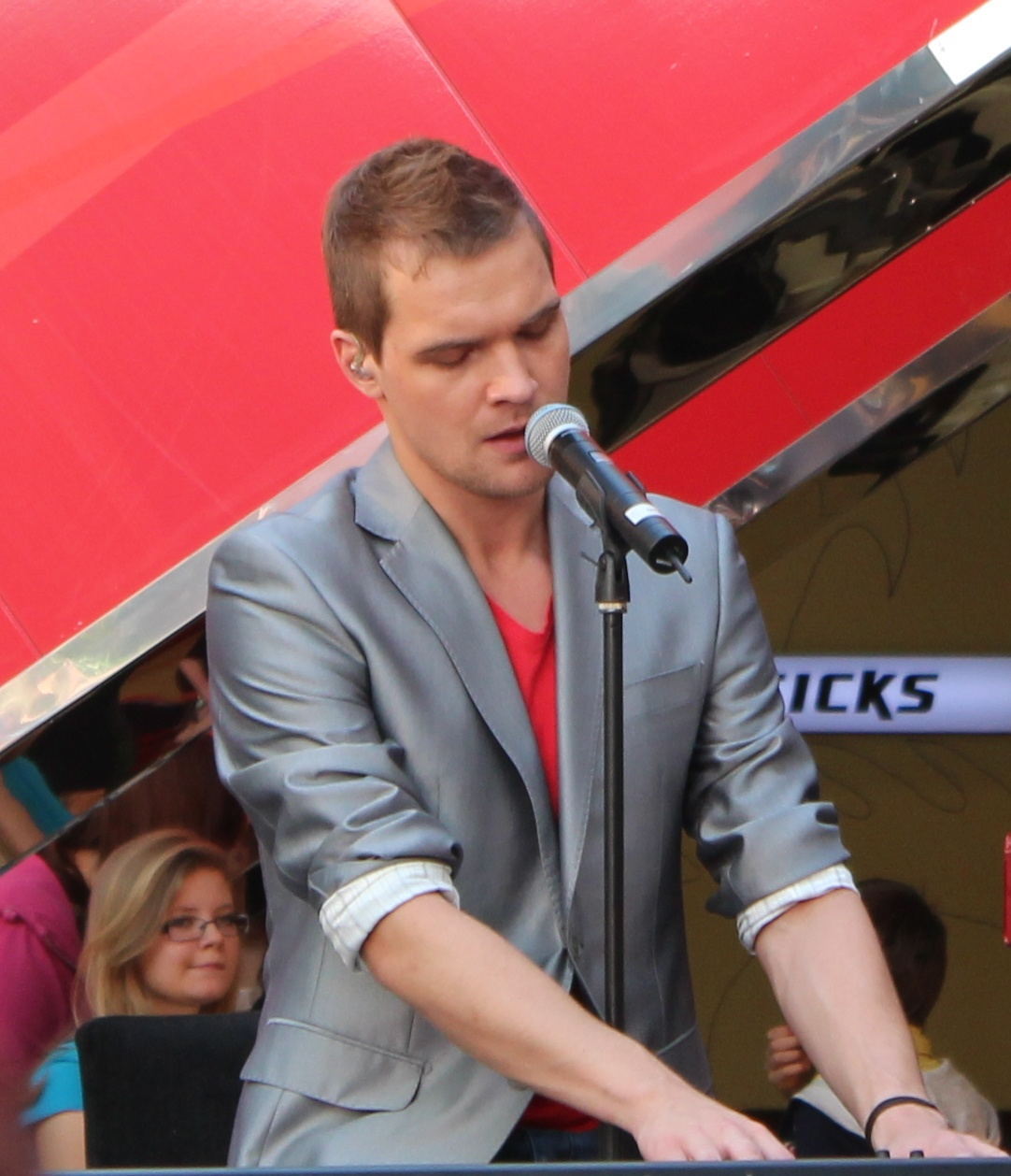
Ott Lepland 2012
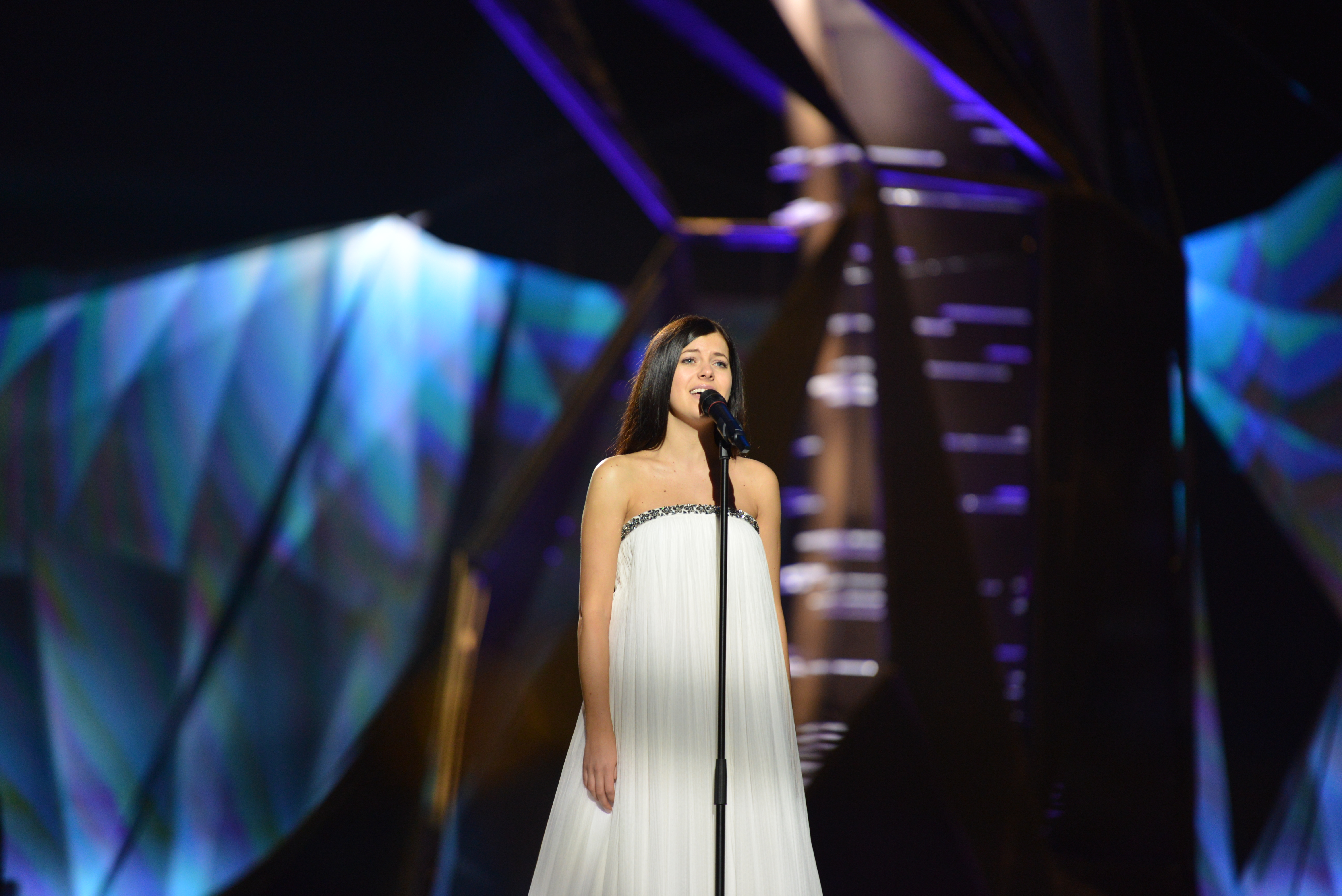
Birgit Õigemeel 2013
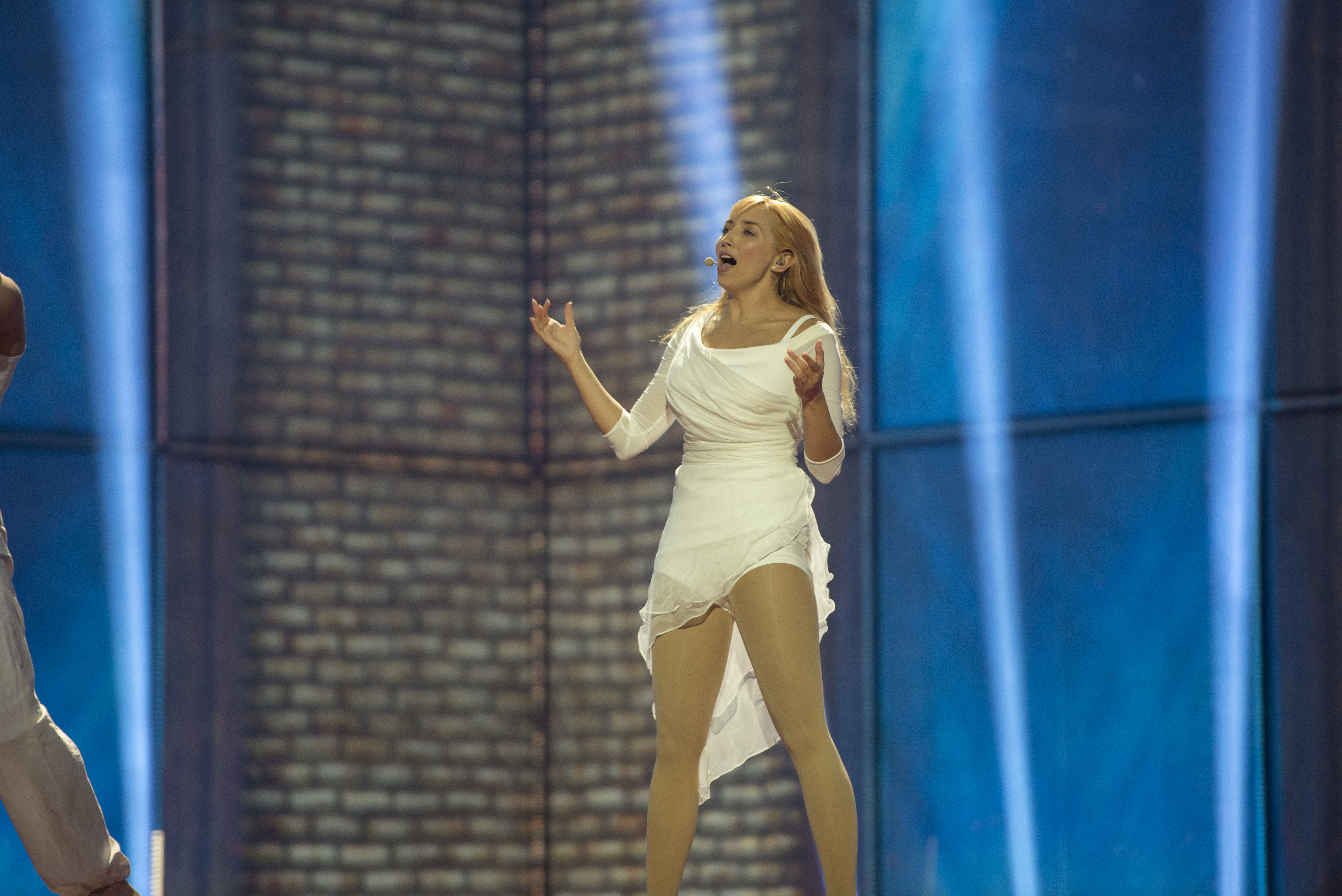
Tanja 2014
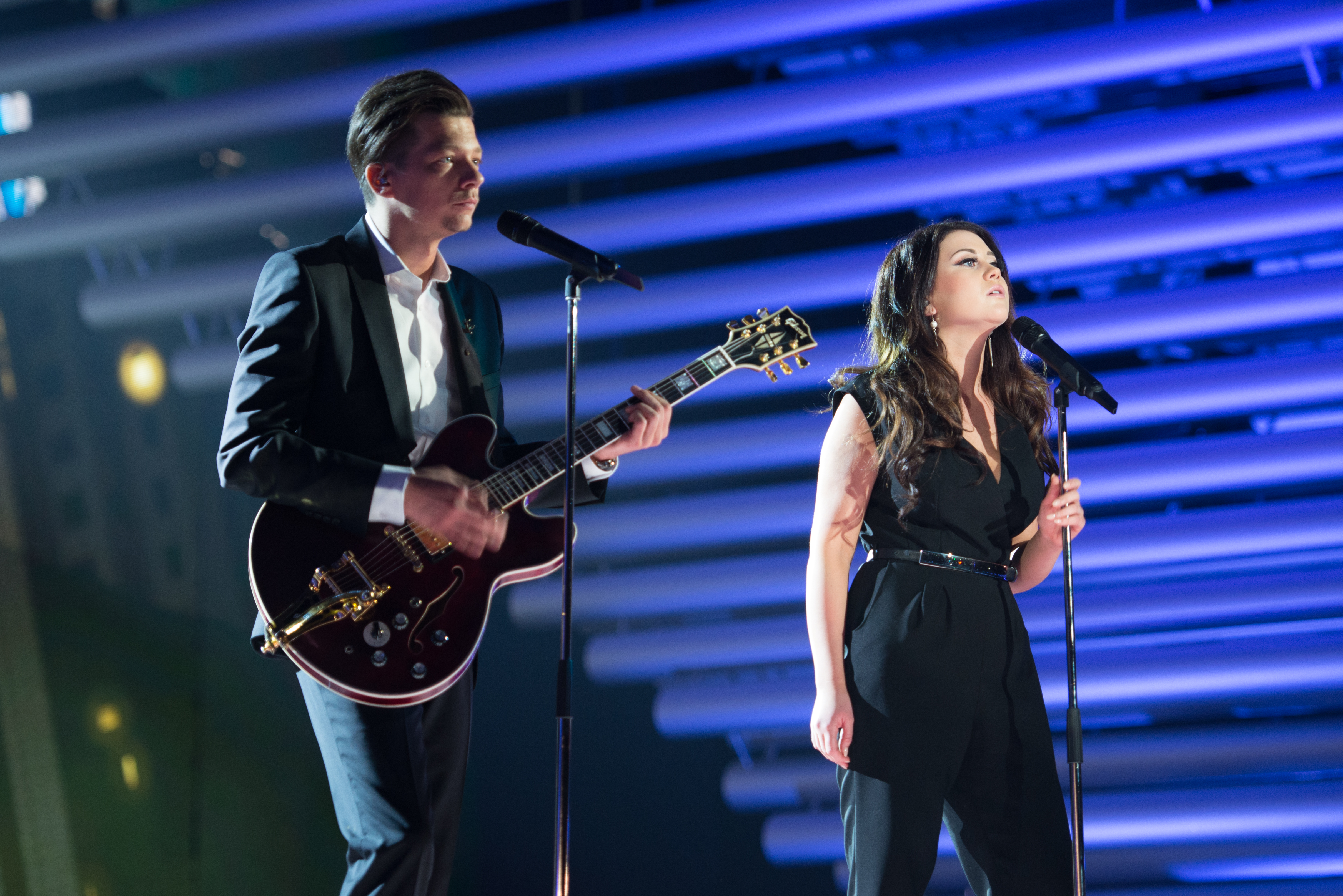
Elina Born & Stig Rästa 2015
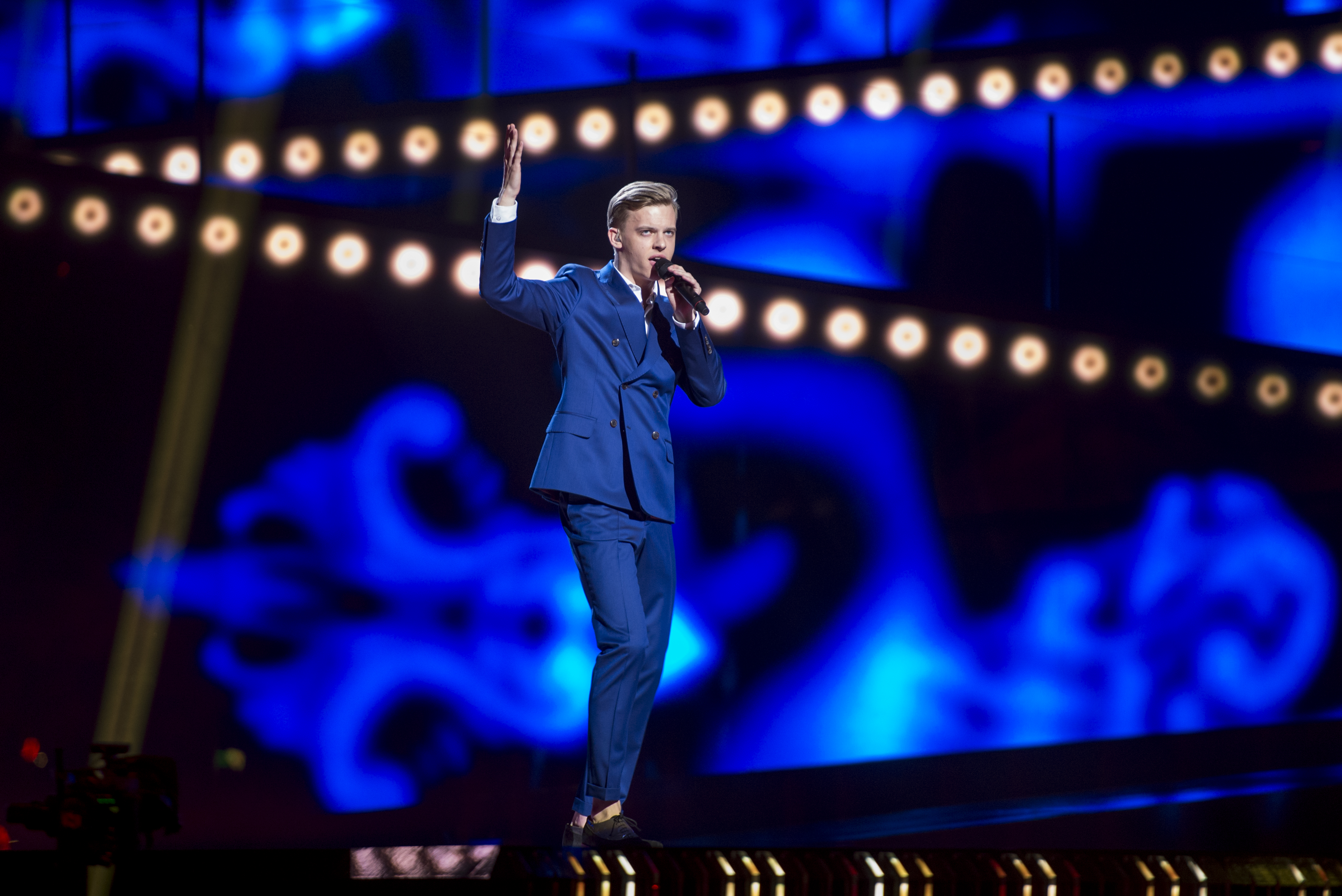
Jüri Pootsmann 2016
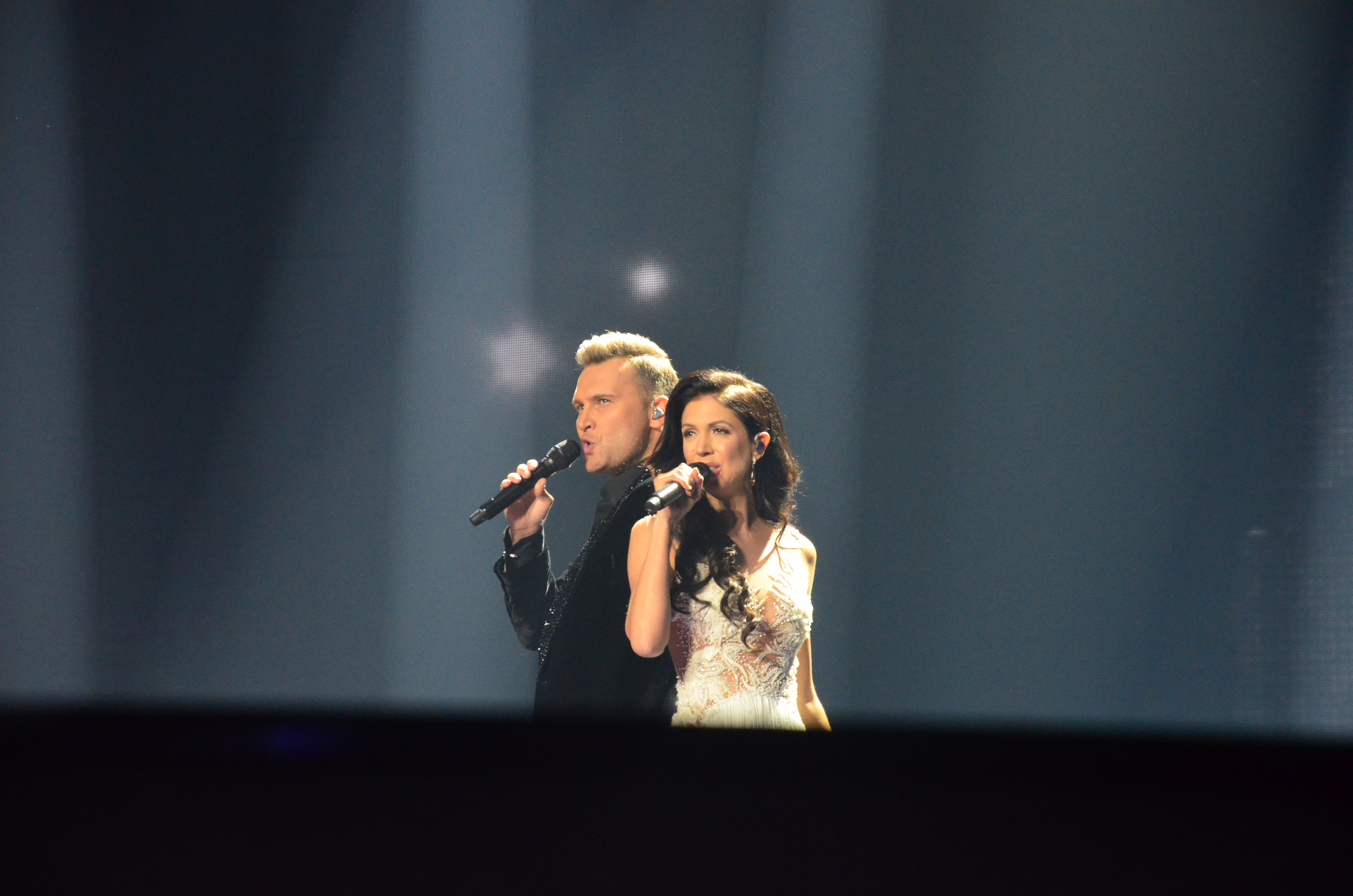
Koit Toome & Laura 2017
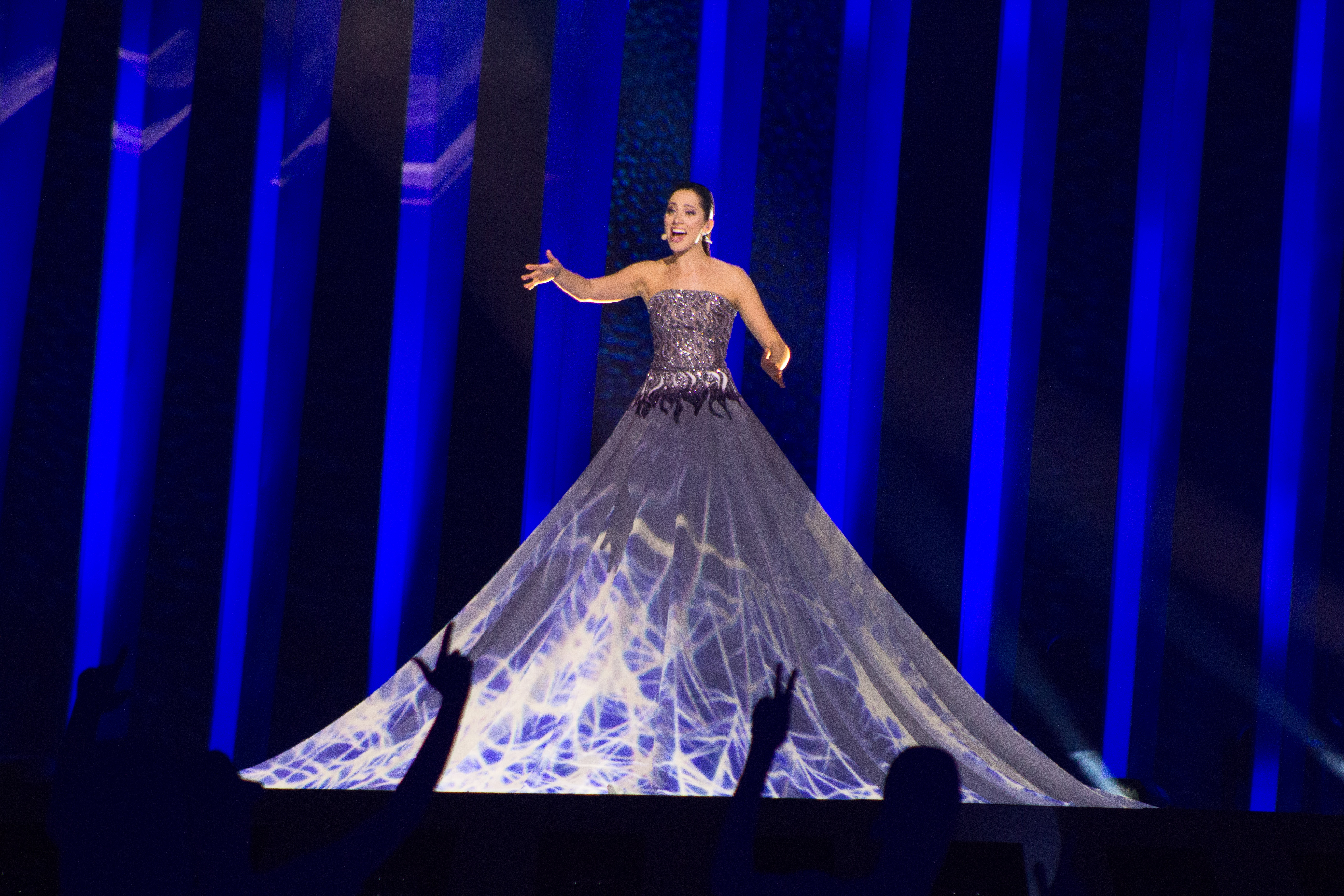
Elina Nechayeva 2018
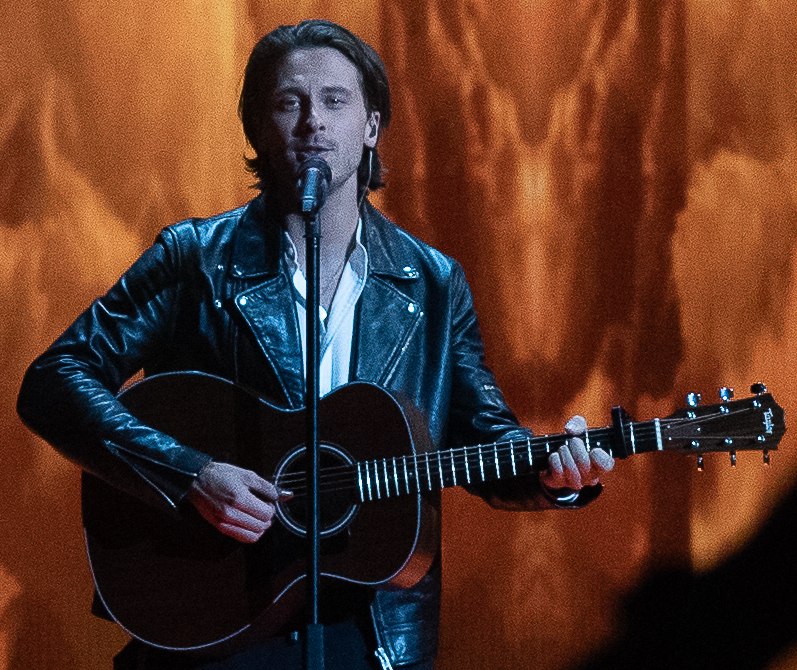
Victor Crone 2019
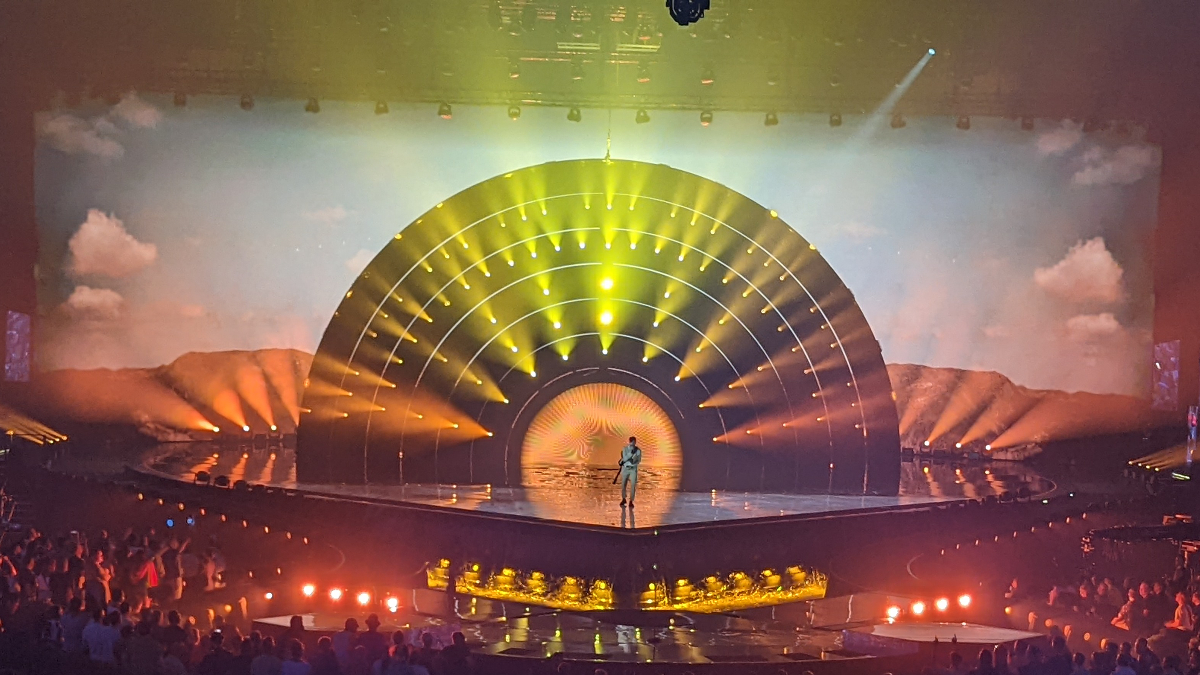
Stefan 2022
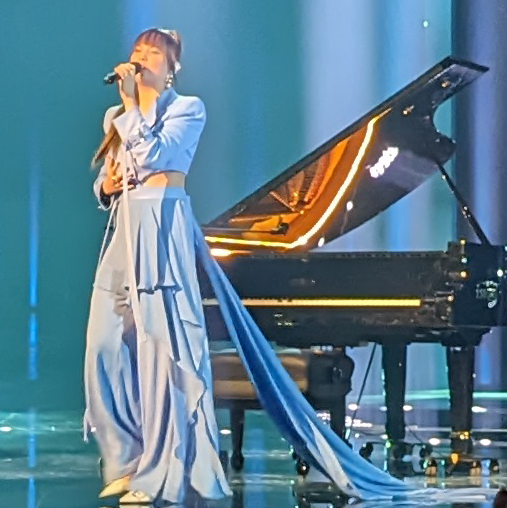
Alika 2023
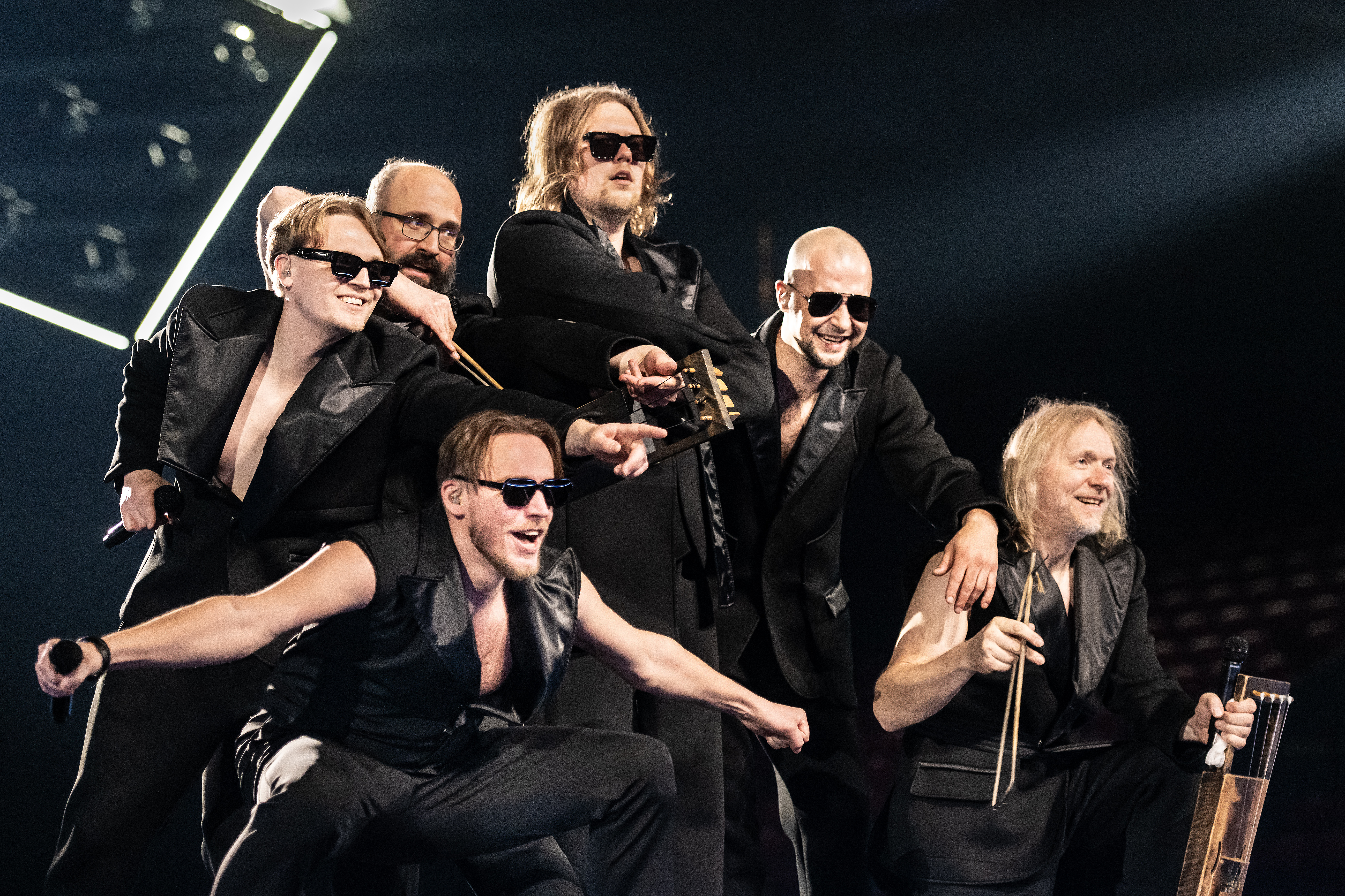
5MIINUST x Puuluup 2024
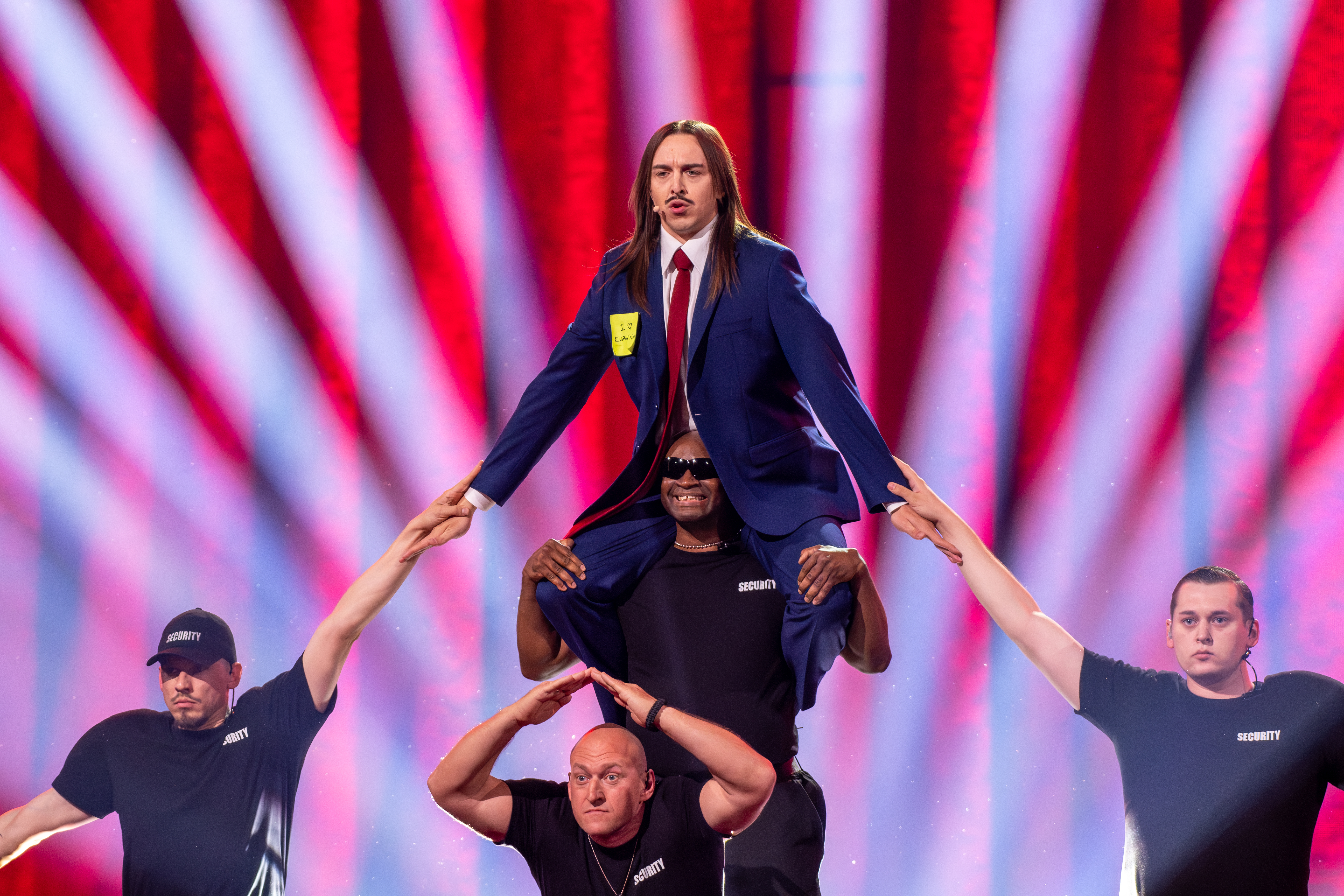
Tommy Cash 2025